# Cerastas
Cerastas são personagens da Mitologia Greco-Romana.

## História
1) As Fúrias, assim chamadas porque sua cabeleira era formada de serpentes.
2) Habitantes da ilha de Chipre transformados em touros, por Vênus, como punição por profanarem o altar de Júpiter Hospitaleiro.